# Człowiek z St Bees

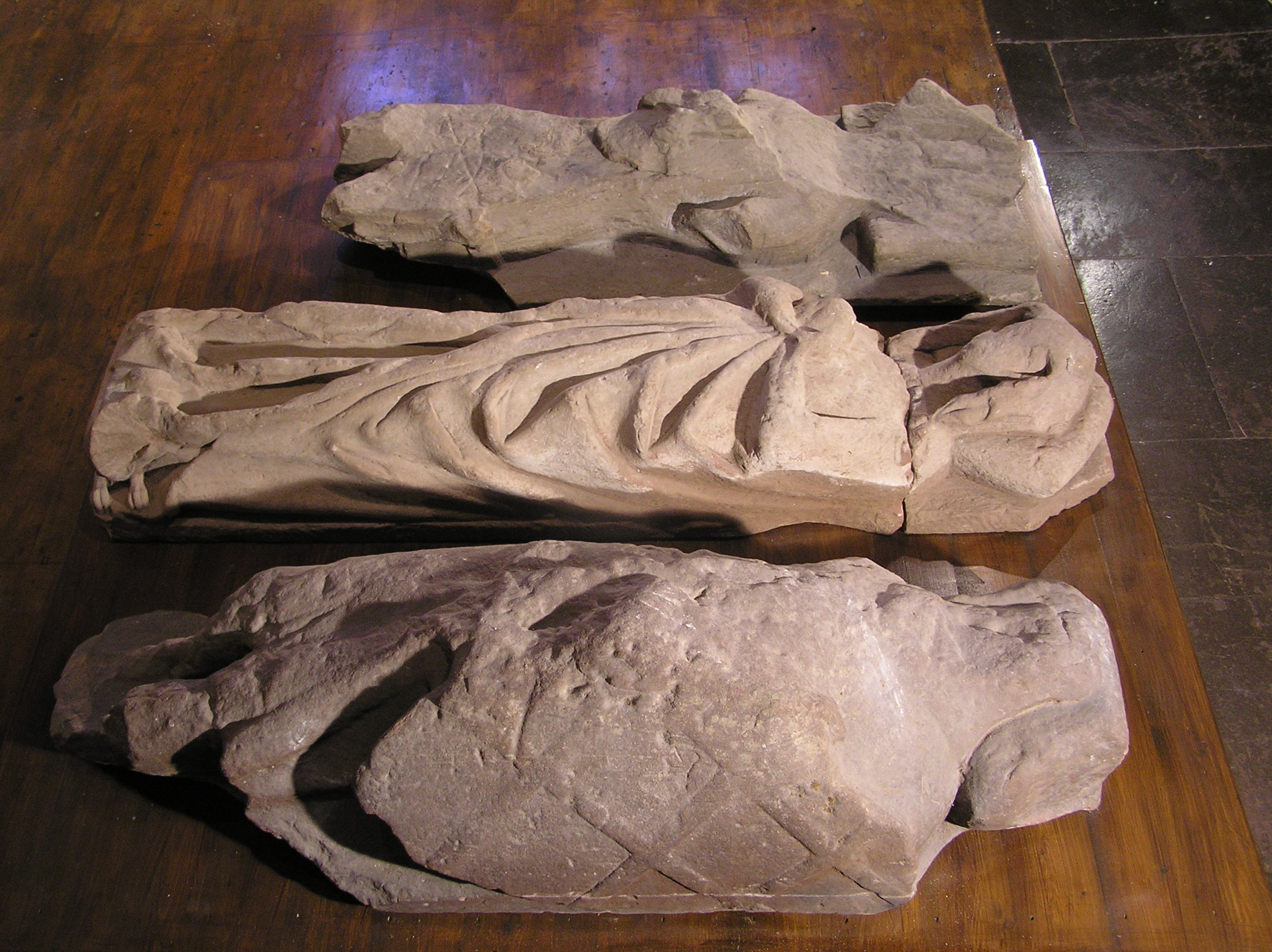
Płyty nagrobne z opactwa St Bees, które należą prawdopodobnie do Anthony'ego i Maud de Lucy (odpowiednio pierwsza i druga od dołu)

Człowiek z St Bees – termin odnoszący się do niezwykle dobrze zachowanego ciała średniowiecznego mężczyzny, które zostało odkryte na terenie opactwa St Bees w Kumbrii w 1981 roku. Z bardzo wysokim stopniem prawdopodobieństwa stwierdzono, że ciało należało do Anthony’ego de Lucy, trzeciego Barona Lucy, który zmarł w 1368 roku, prawdopodobnie ginąc w czasie krucjaty w Nowym Kownie, na terenie dzisiejszej Litwy.

## Odkrycie
Człowiek z St Bees został odkryty w czasie wykopalisk archeologicznych przeprowadzanych przez Uniwersytet w Leicester na terenie klasztoru St Bees. Wykopaliska z 1981 roku obejmowały dwa obszary zniszczonej nawy prezbiterium znajdującej się po zachodniej stronie klasztoru. Nawa została wybudowana około roku 1300 w stylu gotyku ozdobnego i uważa się, że zawaliła się ona z powodu błędów konstrukcyjnych i słabych fundamentów przed rozwiązaniem opactwa w 1539 roku.
Znalezione ciało znajdowało się w drewnianej trumnie obitej ołowianą blachą. Mimo tego, że arkusz był zniszczony w okolicach stóp, ciało było zachowane w nadzwyczajnie dobrym stanie. Ciało było zawinięte w dwa całuny, które obecnie są przedmiotem wystawy w klasztorze. Początkowo, z powodu dziur w ołowiu w okolicach stóp, nie spodziewano się dokonać niezwykłego odkrycia, w związku z czym trumnę otwarto na miejscu wykopalisk. Po tym jak okazało się, że w środku były dobrze zachowane zwłoki, trumnę niezwłocznie przewieziono do chłodni. W związku z brakiem danych o tożsamości pochowanej osoby, nazwano ją jako „człowiek z St Bees”.
Zarówno trumna jak i jej zawartość zostały zbadane sądowo w przeciągu tygodnia po odkryciu. Odnotowano, że zaraz po odkryciu ciała, jego skóra wciąż była różowa i widoczne były tęczówki oczu. Wyniki przeprowadzonej w krótkim czasie po odkryciu ciała sekcji zwłok wskazywały na krwiak opłucnej spowodowany bezpośrednim uderzeniem w tułów jako najbardziej prawdopodobną przyczynę śmierci. Z powodu znakomitego stanu zachowania zwłok lekarze przeprowadzający ich sekcję, przez kilka godzin brali pod uwagę, że okrycie tych zwłok może być swego rodzaju żartem studentów, co ostatecznie zostało obalone, a zwłoki okazały się autentyczne.
Pomimo tego, że ciało miało około 600 lat, jego paznokcie, skóra, czy zawartość żołądka były wciąż niemal w doskonałym stanie. Stało się tak za sprawą ołowianej blachy, którą obita była trumna, co pozwoliło ograniczyć dostęp wilgoci oraz żywicy sosnowej, w której zanurzone było ciało, co pozwoliło ograniczyć dostęp powietrza.

## Tożsamość
Tożsamość człowieka z St Bees została w znacznym stopniu potwierdzona, a dowody wskazują na to, że zwłoki należały do Anthony’ego de Lucy, urodzonego w 1332 lub 1333 roku i który prawdopodobnie zginął w roku 1368, podczas walki po stronie zakonu krzyżackiego w czasie krucjat północnych przeciw Litwinom. Ustalenie to zostało potwierdzone w 2010 roku dzięki zastosowaniu podejścia osteobiograficznego w celu zidentyfikowania szkieletu kobiety, który był pochowany razem z nim, i z którego wciąż dało się pozyskać materiał źródłowy do przeprowadzenia badań przy pomocy nowoczesnych metod, niedostępnych w 1981 roku. Obecnie panuje pogląd, że krypta, w której był on pochowany została powiększona po śmierci Anthony’ego, w celu pochowania obok niego jego siostry, Maud de Lucy, która zmarła w 1398 roku.
Możliwe że Anthony de Lucy został wysłany na krucjatę na Litwę przez Thomasa de Beauchampa, XI hrabię Warwick, który w 1367 roku został powołany do pełnienia funkcji zarządcy nad strażnikami marchii po tym jak de Lucy wzbudzał niepokoje na granicy angielsko-szkockiej (np. najazd na Annandale). Hrabia był już wcześniej na krucjacie na Litwie i prawdopodobnie wiedział w jaki sposób spożytkować krnąbrność de Lucy'ego z dala od marchii szkockiej, a trzech synów hrabiego zostało wysłanych na krucjatę razem z Anthonym.
List napisany przez Johna De Moultona z Frampton do swojej żony w 1367 roku potwierdza, że „Anthony de Lucy i ja, i cała nasza drużyna podróżuje w kierunku Prus […]” wraz z Richardem de Welbym jako członkiem drużyny. Wiele wskazuje na to, że John De Moulton również zginął w Nowym Kownie, wraz z Sir Rogerem Felbriggiem, rycerzem z Norfolk. Moultonowie byli blisko spokrewnieni oraz posiadali powiązania włościańskie z rodem de Lucy.
Anthony był ostatnim członkiem rodu de Lucy w linii męskiej, a posiadłości jego rodu przeszły po jego śmierci w posiadanie jego siostry, Maud. Odziedziczyła ona także znaczne nieruchomości po śmierci swojego męża, Gilberta de Umfraville’a na przełomie lat 1380–1381, a następnie – prawdopodobnie w celu sprzymierzenia się politycznie z rodem Percy, Henry Percy opłacił prawo do ziem Gilberta i tym samym posiadł rękę Maud w 1381 roku.
Powiązanie Maud z miejscowością St Bees jest potwierdzona przez kamień znajdujący się w dzwonnicy opactwa, na którym znajduje się czwórdzielna tarcza z symbolami rodów de Lucy i Percy. Maud nalegała na czwórdzielenie jako część umowy małżeńskiej, prawdopodobnie z uwagi na chęć uwiecznienia symbolu rodu.

## Wystawa
W kościele w St Bees znajduje się wystawa, w ramach której można obejrzeć całuny, w które owinięty były zwłoki. Wśród eksponatów znajdują się też płyty nagrobne z wizerunkami Anthony’ego i Maud de Lucy.